# Steve Kujala
 Stephen Richard „Steve“ Kujala (* 1955) ist ein amerikanischer Jazz- und Studiomusiker, der sich auf die Querflöte spezialisiert hat, zunächst aber auch Tenor- und Sopransaxophon spielte und auch als Songwriter tätig war.

## Leben und Wirken
Kujala, dessen Vater klassischer Flötist ist, erhielt eine erste Ausbildung bei seinem Vater. Er studierte zunächst an der New Trier West High School; während dieser Zeit wurde er siebzehnjährig auf dem Montreux Jazz Festival ausgezeichnet. Dann setzte er seine Studien an der Eastman School of Music bei Joseph Mariano und bei seinem Vater, Walfrid Kujala, fort. Zugleich bildete er mit anderen Eastman-Studenten wie John Serry die Fusionband Auracle, mit der er auf dem Notre Dame Collegiate Jazz Festival beeindruckte. Die Gruppe nahm 1978 und 1979 zwei von der Kritik gut besprochene Alben für Chrysalis Records auf und tourte auch in Europa. Seit 1982 gehörte er zum Quintett von Chick Corea (The Joburg Sessions); als Duo nahmen Corea und er 1984 mit Voyage ein vielbeachtetes Album für ECM Records auf.
In den nächsten Jahren entwickelte Kujala für die Böhm-Flöte die Technik, Töne ineinander übergehen zu lassen (sog. Fretless Flute), die er in Stücken wie dem Fretless Flute Song und dem Album Fresh Flute (Columbia Records 1986) besonders herausstellte. Er konzentrierte sich zunehmend auf die Studioarbeit in Los Angeles, spielte solistisch in Musicals wie The Lion King und wurde Piccoloflötist des Hollywood Bowl Orchestra, veröffentlichte aber weitere Alben unter seinem Namen.